# Tappoch Broch

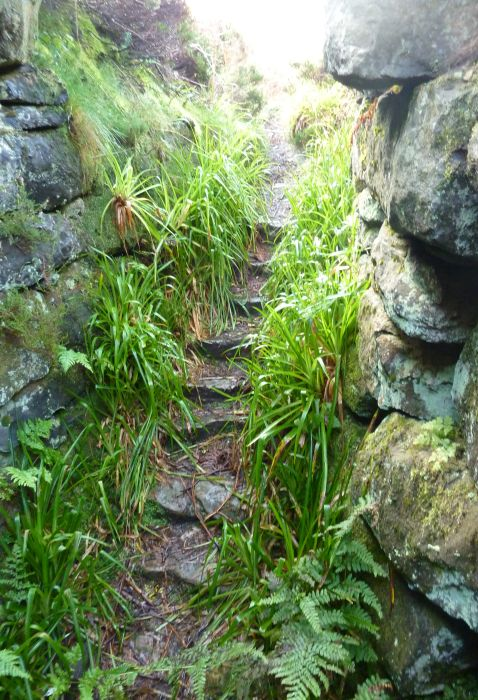
De trap in de wand.

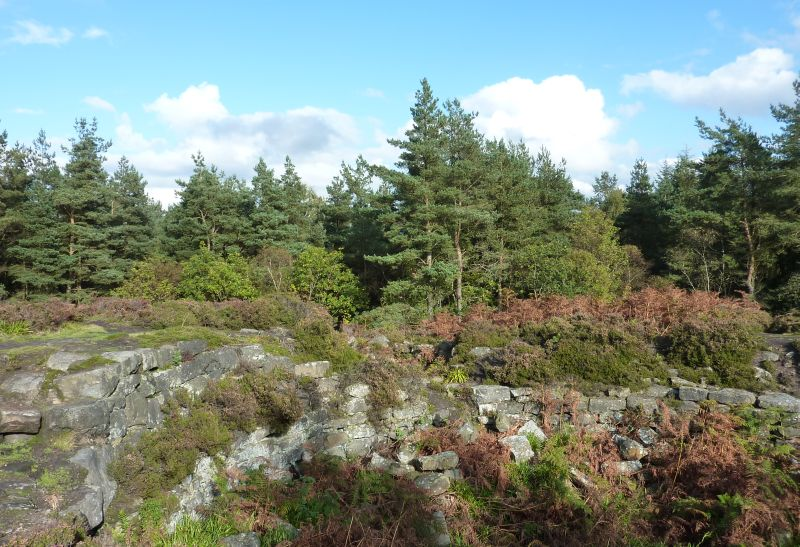
De binnenzijde van de broch met een deel van de volledig begroeide scarcement ledge.

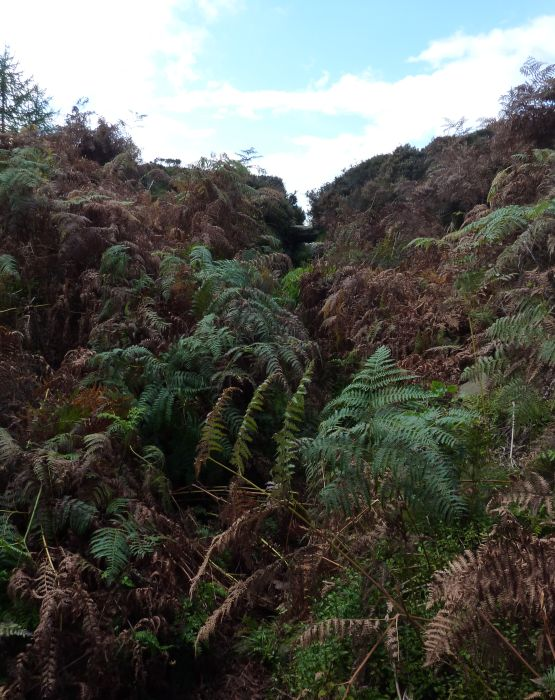
De buitenzijde van de broch. In het centrum van de foto is de deksteen van de deuropening zichtbaar.

Tappoch Broch, ook wel Torwood Broch genoemd, is een broch, een gebouw uit de IJzertijd, ongeveer 11 kilometer ten zuidoosten van de Schotse stad Stirling gelegen bij het plaatsje Torwood.

## Geschiedenis
Er is geen geschiedenis bekend van de broch uit de periode dat hij gebouwd werd of dat hij in gebruik was. De meeste brochs in het noorden van Schotland stammen uit de periode van 100 v. Chr. tot 100 na Chr., waardoor het aannemelijk is dat de Tappoch Broch ook uit die periode stamt. De broch zal in dat geval dan vermoedelijk al in de eerste eeuw van de jaartelling verlaten zijn. Er loopt namelijk een Romeinse weg, slechts een kleine halve kilometer ten westen van de broch, terwijl er verder in de broch geen duidelijke aanwijzingen gevonden zijn dat de Romeinen de broch gebruikt hebben. Alleen tijdens opgravingen rond 1950 zou mogelijk een laat-Romeinse potscherf gevonden zijn.
Het gebrek aan duidelijke aanwijzingen dat de Romeinen de broch hebben gebruikt, heeft sommige onderzoekers doen suggereren dat de broch mogelijk pas na de Romeinse bezetting van dit deel van Schotland is gebouwd. Dit zou de broch dus moderner maken dan de Muur van Antoninus, uit 142 n. Chr.. Echter veel van de vondsten die in de broch zijn gedaan, betreffen gebruiksvoorwerpen van voor de Romeinse tijd, zoals maalstenen en een stenen beker.
Tappoch Broch is enkele malen archeologisch onderzocht. De eerste maal was in 1864 door J. Dundas. Destijds bestond de broch uit een grote heuvel midden in het bos bij Torwood. Men dacht aanvankelijk met een grafheuvel te maken te hebben. De opgravingen begonnen derhalve met het weggraven van de top van de heuvel. Tijdens de opgravingen bleek dat de structuur een broch betrof en werd er besloten de gehele binnenzijde van de broch uit te graven. Veel van het afgegraven zand en stenen werden aan de buitenzijde van de broch gedeponeerd.

## Bouw
Zoals karakteristiek is voor een broch, is ook de Tappoch Broch rond van vorm. De buitenzijde van de broch is slechts zeer beperkt zichtbaar doordat deze tijdens de opgravingen niet verder uitgegraven is. Alleen de ingang aan de zuidoostelijke zijde is duidelijk herkenbaar. De deksteen van de ingang is bewaard gebleven. In de wanden van de toegangspassage zijn er holtes zichtbaar, welke gediend zullen hebben om een balk te plaatsen, waardoor de deur van binnenuit te barricaderen was.
Het ronde binnenste van de broch is volledig uitgegraven. De diameter van deze ruimte is ongeveer 10 meter. Aan de zuidwestelijke zijde bevindt zich een opening in de wand die leidt naar een trap in het inwendige van de muur. De precieze dikte van de muur van de Tappoch Broch is niet bekend doordat de buitenzijde niet uitgegraven is, maar vermoedelijk is de muur ongeveer zeven meter dik. Op enkele plaatsen zijn er nissen in de wand van de broch. Enkele nissen zijn mogelijk van latere datum, doordat er een steen verwijderd is, maar ten minste dertien nissen lijken al bij de bouw van de broch aangebracht te zijn.
Met name aan de noordwestelijke zijde van de broch is aan de binnenzijde zichtbaar dat de muur op ongeveer 1,80 meter hoogte plots minder dik wordt. Hierdoor ontstaat een smalle richel van ongeveer 40 cm. De functie van een dergelijke scarcement ledge is onduidelijk, maar er wordt meestal aangenomen dat een eventuele constructie van het dak hierop rustte. Meestal bestaat de scarcement ledge enkel uit een ring van platte stenen die uit de muur steken, maar in het geval van de Tappoch Broch en bijvoorbeeld de Clickimin Broch op de Shetlandeilanden ontstaat er een richel doordat de muur plotseling dunner wordt. Van alle zuidelijke brochs, is alleen de Tappoch Broch goed genoeg bewaard gebleven om vast te stellen dat er een scarcement ledge is.
Aan de noordoostelijke zijde bevindt zich ook een ruimte in de muur. Deze ruimte werd echter niet beschreven tijdens de opgravingen van 1864 en van rond 1950, dus mogelijk is deze ruimte pas in de moderne tijd gemaakt.
Aan de westzijde is de berg waarop de broch gebouwd is redelijk steil. Aan de andere zijdes is de broch goed te benaderen. Aan deze drie zijdes zijn twee aarden wallen gemaakt rondom de broch, vermoedelijk om de broch en eventuele gebouwen die eromheen hebben gestaan beter verdedigbaar te maken.

## Toegang
De Tappoch Broch is vrij toegankelijk. Er loopt echter geen duidelijk voetpad door het bos naar de broch en er zijn geen borden die de weg wijzen.